# Der Jäger von Fall (film 1936)
Der Jäger von Fall è un film del 1936 diretto da Hans Deppe.

## Produzione
Il film fu prodotto dall'Universum Film (UFA) e dalla Tonlicht-Film Ostermayr. Venne girato in Baviera, a Bad Tölz e a Lengries

## Distribuzione
Distribuito dall'Universum Film (UFA), uscì nelle sale cinematografiche tedesche il 17 novembre 1936 e, in quelle austriache, l'8 gennaio 1937. Con il titolo inglese The Hunter of Fall, l'Ufa Film Company lo distribuì negli Stati Uniti il 23 aprile 1937.